# Wikstroemia poilanei
Wikstroemia poilanei är en tibastväxtart som beskrevs av Jacques Désiré Leandri. Wikstroemia poilanei ingår i släktet Wikstroemia och familjen tibastväxter. Inga underarter finns listade i Catalogue of Life.